# Sigmatomera spectabilis
Sigmatomera spectabilis är en tvåvingeart som först beskrevs av Alexander 1922.  Sigmatomera spectabilis ingår i släktet Sigmatomera och familjen småharkrankar. Inga underarter finns listade i Catalogue of Life.